# Erysimum gramineum
Erysimum gramineum là một loài thực vật có hoa trong họ Cải. Loài này được Pomel mô tả khoa học đầu tiên năm 1875.